# Liste der Mitglieder der American Academy of Arts and Sciences/1945
Im Jahr 1945 wählte die American Academy of Arts and Sciences 36 Personen zu ihren Mitgliedern.

## Neu gewählte Mitglieder
- Eric Glendinning Ball (1904–1979)
- Garrett Birkhoff (1911–1996)
- Niels Henrik David Bohr (1885–1962)
- Martin Julian Buerger (1903–1986)
- Edwin Sharp Burdell (1898–1978)
- Samuel Chamberlain (1895–1975)
- Arthur Clay Cope (1909–1966)
- Hardy Cross (1885–1959)
- Robley Dunglison Evans (1907–1995)
- James Morison Faulkner (1898–1980)
- Edwin Ray Guthrie (1886–1959)
- Thomas Hale Ham (1905–1987)
- Seymour Edwin Harris (1897–1974)
- Dennis Robert Hoagland (1884–1949)
- William Alexander Jackson (1905–1964)
- Harold Spencer Jones (1890–1960)
- Norman Levinson (1912–1975)
- John Robert Loofbourow (1903–1951)
- William Rupert Maclaurin (1907–1959)
- Keyes DeWitt Metcalf (1889–1983)
- Henry Allen Moe (1894–1975)
- Tomás Navarro Tomás (1884–1979)
- John Lawrence Oncley (1910–2004)
- Alfredo Lorenzo Palacios (1879–1965)
- Talcott Parsons (1902–1979)
- Dennis Holme Robertson (1890–1963)
- George Wiley Sherburn (1884–1962)
- Herman Augustus Spoehr (1885–1954)
- Taylor Starck (1889–1974)
- Henry Crosby Stetson (1900–1955)
- Charles Lincoln Taylor (1901–1979)
- Frederick Emmons Terman (1900–1982)
- Martin Wagner (1885–1957)
- John Henry Welsh (1901–2002)
- John Benson Wilbur (1904–1996)
- Leland Clifton Wyman (1897–1988)